# Alberto Galardi
Alberto Eugenio Galardi (Chiavari, 11 ottobre 1930 – Milano, 5 aprile 2025) è stato un architetto italiano noto per la progettazione di edifici appesi.

## Biografia
Nato a Chiavari, figlio di Decimo Galardi e di Giuseppina Giorgi ha sposato l'architetta Maria Luisa (Mimmina) Lizier. Ha quattro figli: Marco, Laura, Valentina e Annalisa.
Ha studiato Architettura a Firenze e al Politecnico di Milano.

## Progetti

### 1950
Nel 1957 ha progettato e costruito il maglificio di Travesio (Pordenone), ora distrutto. Nel 1958, Piero Partaluppi lo ha nominato assistente nel corso di Elementi di Composizione al Politecnico di Milano. Tra il 1958 e il 1962 ha partecipato, con Carlo Moretti, al concorso internazionale per la progettazione del centro culturale di Leopoldville, nell'allora Congo Belga e, con Carlo Moretti e Leonida Cerutti, al concorso internazionale per la progettazione urbanistica di un insediamento turistico nelle vicinanze di Malaga.

### 1959
Nel 1959, Adriano Olivetti gli ha conferito l'incarico per la progettazione del Laboratorio farmaceutico e dell'Istituto di ricerche Marxer da costruire a Loranzè, nei pressi di Ivrea (Torino). Per questo progetto, gli è stato conferito il premio INARCH. Nello stesso anno, Adriano Olivetti gli ha affidato l'incarico per la progettazione di un quartiere residenziale per profughi da realizzare a Gorizia e lo ha nominato consulente per l'Architettura della Olivetti. Con Leonida Cerruti e Carlo Moretti ha vinto il terzo premio ex aequo del concorso per la progettazione del quartiere Galcetello di Prato. Con Carlo Moretti ha vinto il Concorso per la sistemazione del centro urbano di Sestri Levante (Genova).

### 1960
Nel 1960, con Leonida Cerruti e Carlo Moretti, ha partecipato al concorso per un quartiere da realizzare nella zona delle barene di San Giuliano, tra Mestre e Venezia, e il progetto ha ottenuto una segnalazione. Tra il 1962 e il 1969 è stato Assistente di Vittorio Gandolfi nel corso di Composizione Architettonica a Milano e a Genova. Nel 1963, in gruppo con Carlo Graffi, Carlo Mollino e Antonio Migliasso ha vinto il Concorso per il Palazzo della Camera di Commercio di Torino, realizzato alcuni anni dopo.
Nello stesso anno, è stato tra i premiati al concorso AITEC per opere realizzate in cemento. Nello stesso anno, con Carlo Moretti, ha progettato per incarico di una società petrolifera italiana un insediamento per 5.000 abitanti da realizzare nell'emirato del Kuwait e una grandiosa moschea per 10.000 fedeli per Kuwait City. Nel 1966 ha progettato il nuovo palazzo per gli uffici della Camera dei deputati a Roma, insieme allo strutturista Antonio Migliasso, il viadotto dell'autostrada Genova - Sestri Levante sul fiume Entella.
Per la Olivetti, ha progettato una scuola per la formazione dei meccanici per 1.000 allievi da realizzare a Scarmagno (Torino) e una colonia estiva per circa 800 bambini, figli dei dipendenti, da costruire nei pressi di Ravenna. Questi progetti non sono poi stati realizzati. Ha partecipato al concorso internazionale per la progettazione di un complesso turistico portuale da realizzare a Kaslik (Beirut) e ha vinto il primo premio ex aequo. Nel 1967 ha pubblicato per l'editore tedesco Gert Hatje Neue Italianische Architektur, poi tradotto in Italia (L'Architettura contemporanea italiana, Edizioni di Comunità), in Spagna (Nueva Arquitectura Italiana, ed. Gustavo Gili) e negli USA (The New Italian Architecture, ed. Praeger). Nel 1969 ha conseguito la Libera Docenza in Elementi di Composizione ed ha partecipato al concorso per inviti per il Palasport di San Siro.
Tra il 1969 e il 1970 ha realizzato il palazzo uffici della Olivetti di Firenze, in via Santa Caterina d'Alessandria.

### 1970
Dal 1970 ha scelto di occuparsi prevalentemente di attività extra
professionali. In particolare, a Buenos Aires, ha frequentato l'ambiente
degli artisti plastici e le numerosissime gallerie d'arte della città. Nel 1971 ha partecipato al concorso per il centro culturale Beaubourg di Parigi.

### 1980
Nel 1989 ha partecipato al concorso internazionale per la riedificazione della biblioteca di Alessandria d'Egitto.

### 1990
Nel 1990 ha vinto il primo premio del concorso bandito dalla municipalità di Torino per il nuovo Famedio da erigere nel cimitero monumentale. Ha, inoltre, partecipato al concorso internazionale per la sistemazione di Place Jacques Cartier a Montréal. Nel 1991 ha partecipato al concorso internazionale per la rivitalizzazione di Samarcanda in Uzbekistan bandito da The Aga Khan Trust for Culture di Ginevra. Nel 1993 ha partecipato al concorso per la sistemazione della Piazza dei Miracoli di Pisa.

### 2000
Nel 2001 la fondazione Gordon di Buenos Aires ha pubblicato una
monografia sulle sue opere. Dopo l'eccidio delle Torri Gemelle di New York, ha progettato il September 11 th Memorial e lo ha proposto alle autorità degli Stati Uniti.

### 2010
Nel 2016 ha pubblicato La Arquitectura Argentina, con prologo di Roberto Alifano, per le Edizioni Diseño di Buenos Aires (nella seconda edizione il titolo diventa Historia de la Arquitectura Argentina).
Ha avuto rapporti con Pier Maria Bardi, Giannino Bernasconi, Emiliano Bernasconi, Lina Bo, Jorge Luis Borges, Guido Canella, Bruno Cassinari, Antonio Cassi Ramelli, Annibale Fiocchi, Vittorio Gandolfi, Ignazio Gardella, Carlo Graffi, Klaus Koenig, Francesco Messina, Giovanni Michelucci, Carlo Mollino, Carlo Moretti, Oscar Niemeyer, Marcello Nizzoli, Gino Pollini, Carlo Perogalli, Gio Ponti, Piero Portaluppi, Ernesto Nathan Rogers, Vittoriano Viganò, Bruno Zevi.
Ha conosciuto Alvar Aalto, Lucio Costa, Guillermo Dergarabedian, Louis Kahn, Julio Keselman, Burle Marx, Xavier Busquets Sindreu.